# أسفل يسقم (يهر)

تعديل مصدري - تعديل

أسفل يسقم هي إحدى قرى عزلة يهر بمديرية يهر التابعة لمحافظة لحج، بلغ تعداد سكانها 178 نسمة حسب تعداد اليمن لعام 2004.